# Epitrochoïde

en

en

De epitrochoïde is een kromme in het platte vlak, een trochoïde, die ontstaat door een kleine cirkel met straal {\displaystyle r} te laten wentelen rond een grote cirkel met straal {\displaystyle R}. Daarbij is {\displaystyle d} de afstand is van het middelpunt van de kleine cirkel tot ieder punt op de kromme. Deze afstand {\displaystyle d} kan zowel kleiner als groter zijn dan {\displaystyle r}. Indien {\displaystyle d=r} spreekt men van een epicycloïde. Dit soort krommen werd bestudeerd door Dürer 1525, Desargues 1640, Huygens 1679, Leibniz, Newton 1686, de l'Hôpital 1690, Jakob Bernoulli 1690, la Hire 1694, Johann Bernoulli 1695, Daniel Bernoulli 1725 en Euler 1745 en 1781.
De kleine cirkel draait bij een hypotrochoïde aan de binnenkant van de grote cirkel.
De verbrandingskamer van een wankelmotor is veelal een tweelobbige epitrochoïde; de driezijdige rotor is een omhullende.

## Vergelijkingen
De epitrochoïde kan, zoals alle curves, beschreven worden door een vergelijking.

### Parametervergelijking
De parametervergelijking van de epitrochoïde wordt gegeven door:
{\displaystyle x(\theta )=(R+r)\cos \theta -d\cos \left({R+r \over r}\theta \right)}
{\displaystyle y(\theta )=(R+r)\sin \theta -d\sin \left({R+r \over r}\theta \right)}

### Poolcoördinaten
De vergelijking in poolcoördinaten voor de epitrochoïde luidt:
{\displaystyle r(\theta )^{2}=(R+r)^{2}-4d(R+r)\cos \left({R \over r}\theta \right)+d^{2}}

## Bron
1. ↑  Pisnoy, Shimon, Tartakovsky, Leonid (20 februari 2021). Numerical Investigation of the Combined Influence of Three-Plug Arrangement and Slot Positioning on Wankel Engine Performance. Energies 14: 1130. DOI: 10.3390/en14041130.